# Голод у Криму (1921—1923)

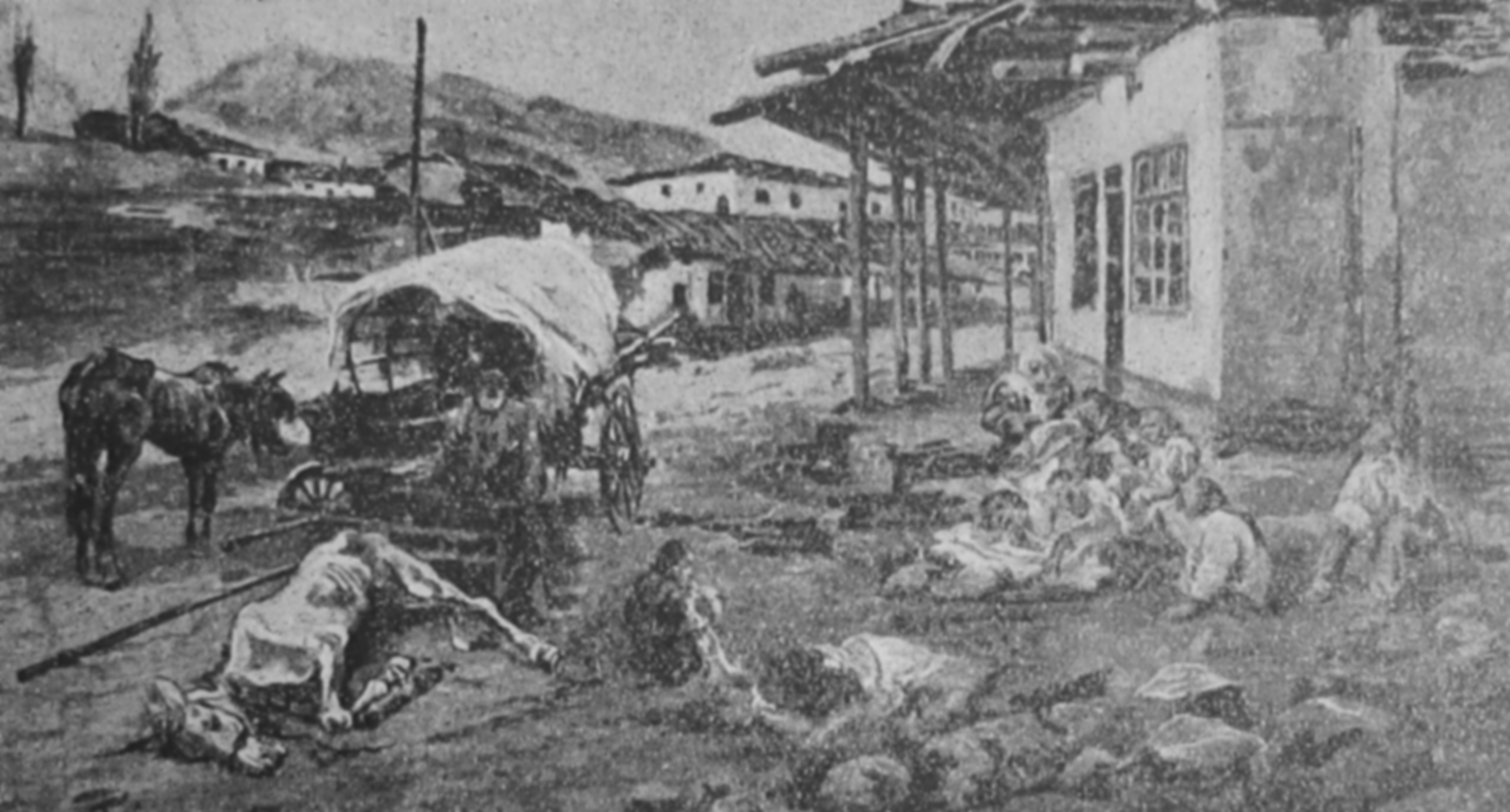
Картина «Голод у Криму» Миколи Самокиша, 1923 рік

Голод у Криму (1921—1923) — масовий голод на території Кримської АРСР та Північного Причорномор'я (території колишньої Таврійської губернії). Причинами голоду стали наслідки громадянської війни та невдала більшовицька економічна політика. Перші ознаки голоду з'явилися у другій половині 1921 року. Було організовано спеціальний орган — Центральну республіканську комісію допомоги голодуючим — Крим ЦК Допгол. Боротьба з голодом велася за допомогою внутрішнього перерозподілу та запровадження пайків, за допомогою пожертвувань, конфіскацією цінностей релігійних конфесій, організацією притулків для сиріт та пунктів харчування. Однак ці заходи недостатньо спрацювали у сільській місцевості — головному осередку голоду. З весни 1922 року допомогу почали міжнародні организации. Загалом за час голоду за різними оцінками померло близько 100 тисяч осіб, більшість із яких були селянами, а за національним складом найбільші жертви припали на кримських татар (76 тисяч).